# Балка Поповка
Балка Поповка також Сінянка — балка (річка) в Україні у Богодухівському районі Харківської області. Ліва притока річки Мерли (басейн Дніпра).

## Опис
Довжина балки приблизно 7,37 км, найкоротша відстань між витоком і гирлом — 6,56 км, коефіцієнт звивистості річки — 1,12. Формується декількома балками та загатами. На деяких ділянках балка пересихає.

## Розташування
Бере початок на північно-західній околиці села Сінне. Тече переважно на південний схід через село Пісочин і впадає у річку Мерлу, ліву притоку річки Ворскли.
Населені пункти вздовж берегової смуги: Шигимажине.

## Притоки
Яр Шаге-Малижин — ліва притока, бере початок на північному заході від села Шигимажине, протікає через його північно-західну частину. Впадає у балку Поповку неподалік від її гирла.

## Цікаві факти
- У XX столітті на балці існували водокачка, молочно-тваринні ферми (МТФ), газгольдери та багато газових свердловин[2], а у XIX столітті — декілька водяних та багато вітряних млинів[1].